# Stadtpfarrkirche Sonnewalde

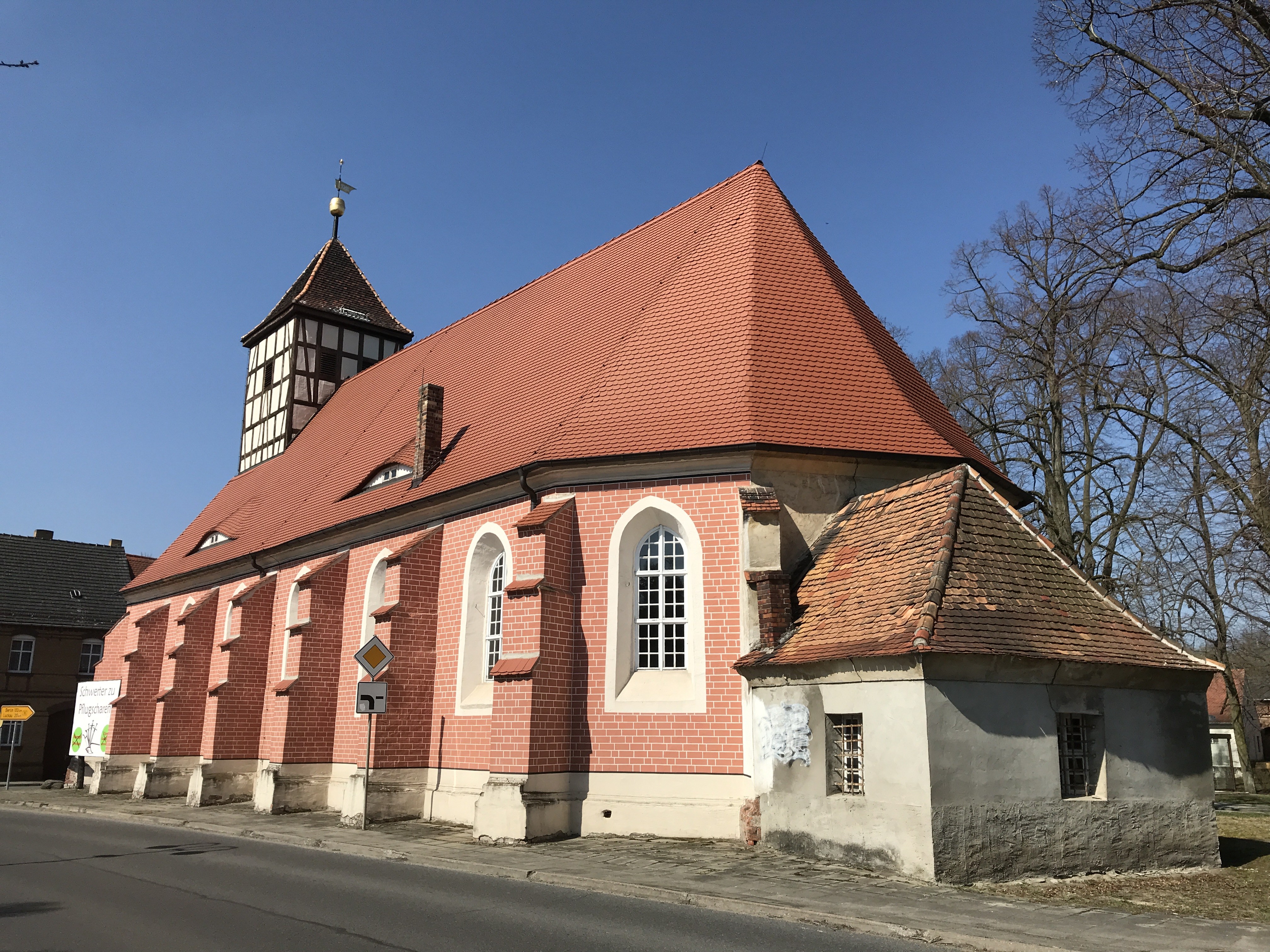
Stadtpfarrkirche Sonnewalde

Die evangelische Stadtpfarrkirche Sonnewalde (auch Stadtkirche Sonnewalde genannt) ist eine
Saalkirche in Sonnewalde, einer Stadt im Landkreis Elbe-Elster im Land Brandenburg. Die Kirchengemeinde gehört zum Kirchenkreis Niederlausitz der Evangelischen Kirche Berlin-Brandenburg-schlesische Oberlausitz. Das Bauwerk wurde als Stadtpfarrkirche errichtet und ist seit der Reformation die Stadtkirche von Sonnewalde.

## Lage
Die Bundesstraße 96 führt als Luckauer Straße von Osten kommend auf den historischen Dorfkern zu. Dort zweigt sie nach Süden führend ab. Die Kirche steht nördlich der Abzweigung und südlich des Schlosses auf einer Fläche, die nicht eingefriedet ist.

## Geschichte
Der Sakralbau entstand Ende des 14. bzw. in der ersten Hälfte des 15. Jahrhunderts. Anfang des 18. Jahrhunderts wurde das Bauwerk bei einem Brand zerstört und 1734 wiederaufgebaut. Im 20. Jahrhundert erneuerten Handwerker Teile des Kirchturms.

## Baubeschreibung

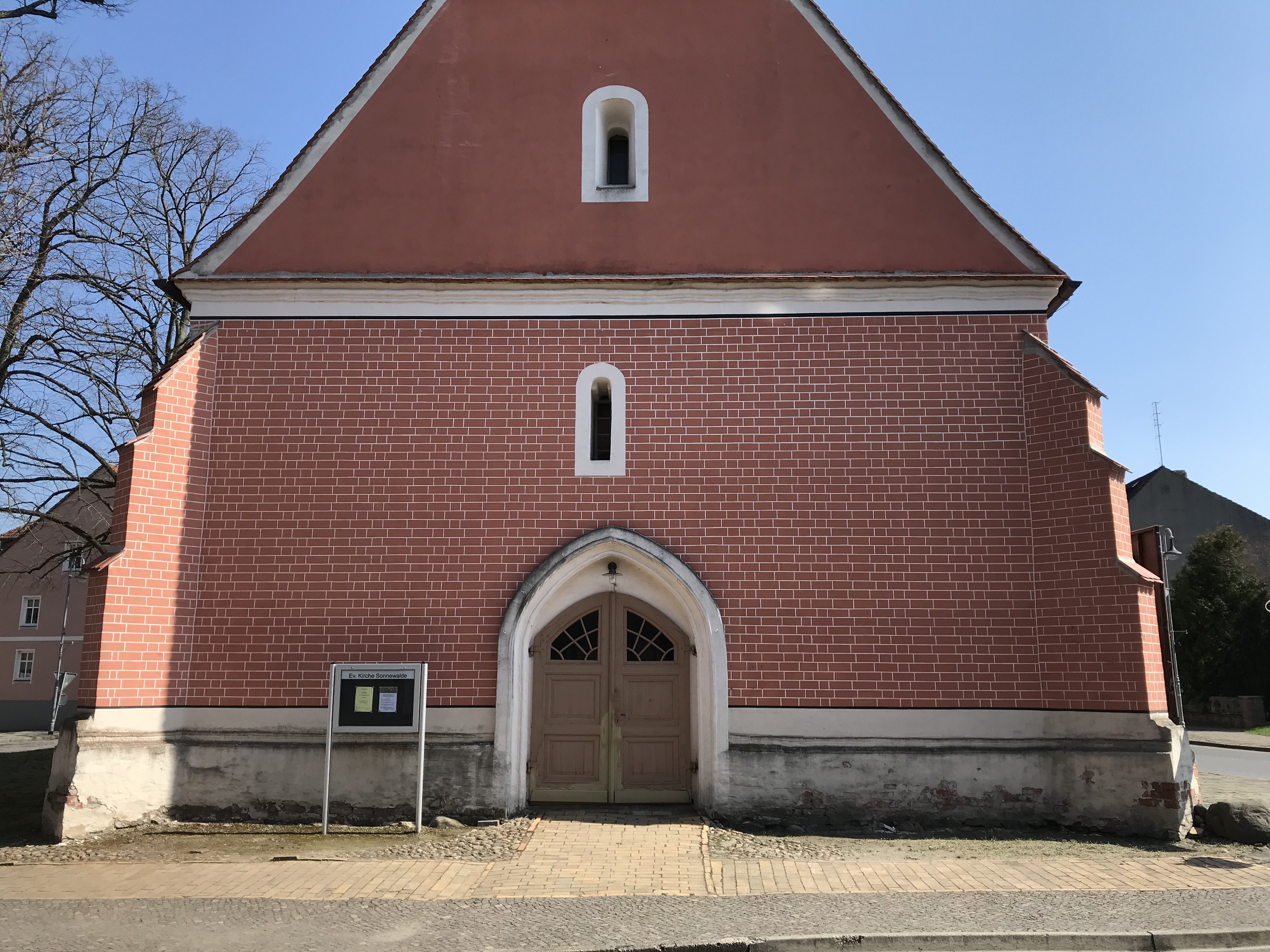
Westportal

Das Bauwerk wurde aus Mauerstein errichtet, der anschließend verputzt wurde. Der Chor ist nicht eingezogen und hat einen Fünfachtelschluss. Er wird durch je einen dreifach getreppten Strebepfeiler je Seite stabilisiert. An drei der Chorseiten ist ein großes Spitzbogenfenster mit einer weiß verputzten Laibung. Nach Südosten schließt sich am verbleibenden Feld eine kleine, rechteckige Sakristei an. An seinen drei zugänglichen Seiten ist je ein vergittertes, hochrechteckiges Fenster.
An der nördlichen Seite des rechteckigen Kirchenschiffs ist im östlichen Bereich ein großes und spitzbogenförmiges Portal. Dort befand sich zu einer früheren Zeit der Hauptzugang mit einer Freitreppe. Die übrigen fünf Felder sind mit weiteren Strebepfeilern stabilisiert, dazwischen wie im Chor Spitzbogenfenster. An der Südseite sind fünf weitere Fenster; zwei von Westen sowie drei im Osten. Dazwischen ist eine kleine, rechteckige Pforte mit einem hochgesetzten Fenster. Das schlichte Satteldach ist mit Biberschwanz gedeckt; an jeder Seite sind zwei Fledermausgauben.
Die westliche Front wird von einer großen, spitzbogenförmigen Blende dominiert; darin eine gedrückt-spitzbogenförmige Pforte. Darüber ist leicht ausmittig nach links eine kleine, hochrechteckige Öffnung. Der Giebel wird von einer umlaufenden Voute getrennt. Dort ist eine weitere, mittig angebrachte Öffnung. Oberhalb ist ein Turmhelm, der aus Fachwerk errichtet wurde. Darin sind an der West- und Ostseite je zwei, an den übrigen Seiten je eine Klangarkade. Der Turm schließt mit einem Pyramidendach, Turmkugel und Wetterfahne ab.

## Ausstattung
Die Kirchenausstattung wurde nach dem Brand 1735 weitgehend erneuert. Das Altarretabel zwischen korinthischen Säulen zeigt im Altarblatt die Kreuzigung Jesu und ist den Werken von Bartolomé Esteban Murillo nachempfunden. Darauf ist ein Tondo, das vermutlich um 1900 ergänzt wurde. Der Aufsatz wird durch eine Strahlensonne bekrönt. Die Kanzel stammt vermutlich aus dem Ende des 17. Jahrhunderts und besteht aus einem polygonalen Kanzelkorb, auf dessen Feldern die Evangelisten abgebildet sind. Eine barocke Figur aus Sandstein zeigt Johannes den Täufer mit einer muschelförmigen Taufschale. Zur weiteren Ausstattung gehört eine Ofenplatte, die aus dem Schloss stammt. Sie wurde 1732 gegossen und zeigt eine Stadtansicht.
Die Orgel wurde von der Manufaktur Alexander Schuke Potsdam Orgelbau 1910 als Opus 56 in einen Orgelprospekt von Matthäus Claunigk aus dem Jahr 1742 eingebaut, der bei dieser Gelegenheit restauriert wurde. Die Orgel steht auf einer Hufeisenempore vor einer Zwischenmauer, die beim Neubau des Kirchturms eingezogen wurde. Sie hat einen Umfang von 13 Registern, verteilt auf zwei Manuale und Pedal.
Die südliche Empore ist verkürzt; nördlich ist eine Patronatsloge. Ein Epitaph erinnert an die 1587 verstorbene Agnes von Solms; ein weiteres an den 1611 verstorbenen Cornelius Crispinis von Meulegracht sowie ein dritter Grabstein an den 1654 verstorbenen Johann Friedrich von Solms. Ein Kindergrabstein zeigt in einem Hochrelief die 1611 verstorbene Maria Magdalena Beutnitz. Hinzu kommt ein weiterer Grabstein aus dem Anfang des 17. Jahrhunderts, der jedoch beschädigt ist.
Östlich des Bauwerks erinnert an Denkmal an die Gefallenen aus den Befreiungskriegen.